# Dżungla złota
Dżungla złota – serial dokumentalny był nadawany w Polsce na kanale Discovery. Opowiada o losach dwóch pośredników w handlu nieruchomościami z USA, którzy w wyniku kryzysu z 2008 r. znacznie się zadłużyli. Aby ratować swoje rodziny postanawiają szukać złota w Ghanie w Afryce.

## Odcinki

### Seria 1 (2012)
| n.o. | Data emisji USA      | Angielski tytuł           |
| ---- | -------------------- | ------------------------- |
| 1    | 26 października 2012 | Culture Shock             |
| 2    | 2 listopada 2012     | Hell and High Water       |
| 3    | 9 listopada 2012     | Shots Fired               |
| 4    | 16 listopada 2012    | Broken Man                |
| 5    | 23 listopada 2012    | Desperate Measures        |
| 6    | 30 listopada 2012    | Mad Scramble              |
| 7    | 7 grudnia 2012       | Armed Robbery             |
| 8    | 14 grudnia 2012      | Behind The Scenes Special |

### Seria 2 (2013)
| n.o. | Data emisji USA  | Data emisji PL                          | Polski tytuł                   | Angielski tytuł     | Opis |
| ---- | ---------------- | --------------------------------------- | ------------------------------ | ------------------- | --- |
| 1    | 11 sierpnia 2013 | 22 września 2013                        | Układ z diabłem                | Deal with the Devil | |
| 2    | 18 sierpnia 2013 | 29 września 2013                        | Nagła sprawa rodzinna          | Family Emergency    | |
| 3    | 25 sierpnia 2013 | 6 października 2013                     | Po przeciwnych stronach świata | Run & Gun           | |
| 4    | 1 września 2013  | 13 października 2013                    | Uratować firmę przed upadkiem  | Bailed Out          | |
| 5    | 6 września 2013  | 20 Październik                          | Dziki wyścig                   | Wild Ride           | |
| 6    | 6 września 2013  | 27 października – Ostatni odcinek serii | Jedź za granice                | Run for the Border  | Scott i Jorge muszą uciekać z Ghany do USA ponieważ zostali oni uznani za władze Ghany za nielegalnych górników, oskarżono ich publicznie o nielegalne wydobywanie złota i atakowanie miejscowej ludności. W pobliskiej wiosce rabusie dokonali napadu i prawdopodobnie uciekali przez parcelę Scotta i George’ a |